# ラストゲーム〜最後の早慶戦〜 (劇作品)
『ラストゲーム〜最後の早慶戦〜』（ラストゲーム さいごのそうけいせん）は、大学野球を題材とした日本の舞台劇作品。ワタナベエンターテインメントに所属する若手男性俳優集団D-BOYSのメンバーが出演する舞台「D-BOYS STAGE」シリーズの第2弾（初演）、および第5弾（再演）。

## 概要
2008年6月、「D-BOYS STAGE vol.2 ラストゲーム〜最後の早慶戦〜」のタイトルで初公演。青山劇場での東京公演に続き、翌7月にはシアターBRAVA!で大阪公演が行われた。
2010年8月 - 9月、キャストを入れ替え、同じく青山劇場・シアターBRAVA!で再演された。タイトルは「D-BOYS STAGE 2010 trial-2 ラストゲーム」とされ、山崎育三郎を客演に迎えた。

## ストーリー
出陣学徒壮行早慶戦がモチーフとなっている。

## キャスト
| 所属             | 役名                                                | 初演（2008年）            | 再演（2010年） |
| ---------------- | --------------------------------------------------- | ------------------------- | -------------- |
| 早稲田大学野球部 | 相本芳彦（マネージャー）                            | 荒木宏文                  | 瀬戸康史       |
| 早稲田大学野球部 | 笠井和也（主将）                                    | 鈴木裕樹                  | 鈴木裕樹       |
| 早稲田大学野球部 | 近松清一（副将）                                    | 加治将樹                  | 中村昌也       |
| 早稲田大学野球部 | 岡島忠之（ピッチャー）                              | 三上真史                  | 山口賢貴       |
| 早稲田大学野球部 | 伴東勇介（キャッチャー）                            | 中村昌也                  | 中川真吾       |
| 早稲田大学野球部 | 金本明夫                                            | 柳下大                    | 高橋龍輝       |
| 早稲田大学野球部 | 壷谷健一                                            | 牧田哲也                  | 碓井将大       |
| 早稲田大学練成部 | 平岡（部長）                                        | 和田正人                  | 三上真史       |
| 早稲田大学練成部 | 安部（部員）                                        | 中川真吾                  | 橋本汰斗       |
| 早稲田大学応援部 | 那須野秀樹（団長）                                  | 熊井幸平(A) 足立理(B)     | 足立理         |
| 慶應大学野球部   | 阪下誠司（主将）                                    | 遠藤雄弥(A) 五十嵐隼士(B) | 牧田哲也       |
| 慶應大学野球部   | 別府豊（部員）                                      | 中村優一(A) 瀬戸康史(B)   | 荒井敦史       |
| その他           | ハンドルネーム・ケイオー                            | 柳浩太郎                  | 柳浩太郎       |
| その他           | ハンドルネーム・ワセダ 相本信一郎（毎朝新聞・記者） | 城田優                    | 山崎育三郎     |
| その他           | 若村（毎朝新聞・記者）                              | 碓井将大                  | 上鶴徹         |

※(A)(B)が付いている配役はダブルキャスト。

## スタッフ
- 脚本： 羽原大介
- 演出： 茅野イサム